# سیارک ۲۱۴۶۲
سیارک ۲۱۴۶۲ (به انگلیسی: 21462 Karenedbal، نامگذاری:1998HC78) بیست و یک هزار و چهارصد و شصت و دومین سیارک کشف شده‌است که در ۲۱ آوریل ۱۹۹۸ کشف شد.
قدر مطلق سیارک برابر ۱۴.۱ است.